# Pterogeniidae
Pterogeniidae es una pequeña familia de coleópteros polífagos. Se compone de los siguientes géneros, originarios del Sudeste de Asia.

## Géneros
Incluye los siguientes géneros:
- Anogenius
- Histanocerus
- Katagenius
- Kryptogenius
- Laenagenius
- Pterogenius
- Tychogenius